# 九州西国三十三箇所
九州西国三十三箇所（きゅうしゅうさいごくさんじゅうさんかしょ）は、九州七観音を含む福岡県・佐賀県・長崎県・大分県・熊本県の33箇所の観音霊場。半数近くが天台宗の寺院である。
起源は古く奈良時代、法蓮上人と仁聞菩薩が十八の霊場を巡拝したことによる。
一部寺院は筑後三十三観音霊場と重複する。
平成25年（2013年）、「中国三十三観音霊場」と「四国三十三観音霊場」と当霊場が結び付き、百八観音霊場として開創する。同年4月18日、中国観音霊場第1番西大寺において開創記念法要が催された。 
なお、百八観音霊場の場合は、当霊場は75番から108番となり、「85番 興山寺」が追加される

## 霊場一覧
| 札所       | 山号     | 寺             | 宗派           | 霊場本尊       | 所在地                         |
| ---------- | -------- | -------------- | -------------- | -------------- | ------------------------------ |
| 第一番     | 英彦山   | 霊泉寺         | 天台宗修験道   | 千手観音       | 福岡県添田町英彦山1240         |
| 第二番     | 大久山   | 長谷寺         | 高野山真言宗   | 十一面観音     | 大分県中津市三光西幕秣1893     |
| 第三番     | 補陀落山 | 清水寺         | 曹洞宗         | 十一面千手観音 | 大分県宇佐市清水443            |
| 第四番     | 宇佐宮   | 大楽寺         | 高野山真言宗   | 如意輪観音     | 大分県宇佐市南宇佐2077         |
| 第五番     | 長岩屋山 | 天念寺         | 天台宗         | 聖観音         | 大分県豊後高田市長岩屋         |
| 第六番     | 足曳山   | 両子寺         | 天台宗         | 十一面千手観音 | 大分県国東市安岐町両子1548     |
| 第七番     | 宝籠山   | 宝満寺         | 天台宗         | 十一面千手観音 | 大分県別府市田の口1            |
| 第八番     | 飛来山   | 霊山寺         | 天台宗         | 十一面観音     | 大分県大分市岡川855            |
| 第九番     | 高城山   | 観音院         | 天台宗         | 如意輪観音     | 大分県大分市千歳高城山         |
| 第十番     | 九六位山 | 円通寺         | 天台宗         | 千手観音       | 大分県大分市広内442            |
| 特別       | 高野山   | 興山寺         | 高野山真言宗   | 十一面観音     | 大分県臼杵市福良2366           |
| 第十一番   | 有智山   | 蓮城寺         | 高野山真言宗   | 千手観音       | 大分県豊後大野市三重町内山527  |
| 第十二番   | 金剛山   | 青龍寺         | 天台宗         | 十一面観音     | 熊本県阿蘇市一の宮町宮地165    |
| 第十三番   | 阿蘇山   | 西巌殿寺       | 天台宗         | 十一面観音     | 熊本県阿蘇市黒川1114           |
| 第十四番   | 岩殿山   | 雲巌禅寺       | 曹洞宗         | 四面馬頭観音   | 熊本県熊本市松尾町平山589      |
| 第十五番   | 宇今山   | 普光寺         | 天台宗         | 千手観音       | 福岡県大牟田市今山2538         |
| 第十六番   | 本吉山   | 清水寺         | 天台宗         | 千手観音       | 福岡県みやま市瀬高町本吉1119-1 |
| 第十七番   | 巨泉山   | 永興寺         | 天台宗         | 千手観音       | 福岡県みやま市瀬高町大草902    |
| 第十八番   | 山本山   | 観興寺         | 曹洞宗         | 千手観音       | 福岡県久留米市山本町耳納2129   |
| 第十九番   | 石垣山   | 観音寺         | 天台宗         | 十一面観音     | 福岡県久留米市田主丸町石垣275  |
| 第二十番   | 仁比山   | 仁比山地蔵院   | 天台宗         | 千手観音       | 佐賀県神埼市神埼町的1688       |
| 第二十一番 | 清水山   | 宝地院         | 天台宗         | 千手観音       | 佐賀県小城市小城町松尾2209-1   |
| 第二十二番 | 竹崎山   | 観世音寺       | 真言宗御室派   | 千手観音       | 佐賀県太良町竹崎248            |
| 第二十三番 | 法川山   | 和銅寺         | 曹洞宗         | 十一面観音     | 長崎県諫早市法川20             |
| 第二十四番 | 田結山   | 観音寺         | 曹洞宗         | 聖観音         | 長崎県諫早市飯盛町里118        |
| 第二十五番 | 長崎山   | 清水寺         | 真言宗霊雲寺派 | 千手観音       | 長崎県長崎市鍛冶屋町8-43       |
| 第二十六番 | 円通山   | 観音寺         | 曹洞宗         | 千手観音       | 長崎県長崎市脇岬町2330番地     |
| 第二十七番 | 福石山   | 清岩寺         | 真言宗智山派   | 十一面観音     | 長崎県佐世保市福石町24-5       |
| 第二十八番 | 円通山   | 常安禅寺       | 曹洞宗         | 十一面観音     | 佐賀県唐津市北波多徳須恵365    |
| 第二十九番 | 雷山     | 千如寺大悲王院 | 真言宗大覚寺派 | 十一面千手観音 | 福岡県糸島市雷山626            |
| 第三十番   | 東油山   | 正覚寺         | 臨済宗東福寺派 | 千手観音       | 福岡県福岡市城南区東油山508    |
| 第三十一番 | 屏風山   | 鎮国寺         | 真言宗御室派   | 大日如来       | 福岡県宗像市吉田966            |
| 第三十二番 | 冷泉山   | 龍宮寺         | 浄土宗         | 聖観音         | 福岡県福岡市博多区冷泉町4-21   |
| 第三十三番 | 清水山   | 観世音寺       | 天台宗         | 聖観音         | 福岡県太宰府市観世音寺5-6-1    |

※太字は九州七観音